# Hypenagonia obliquifascia
Hypenagonia obliquifascia är en fjärilsart som beskrevs av Alfred Ernest Wileman och South 1917. Hypenagonia obliquifascia ingår i släktet Hypenagonia och familjen nattflyn. Inga underarter finns listade i Catalogue of Life.